# The Pagan
The Pagan is een Amerikaanse dramafilm uit 1929 onder regie van W.S. Van Dyke. Destijds werd de film in Nederland uitgebracht onder de titel Het lied van de Zuidzee.

## Verhaal
Henry Shoesmith jr. is een aantrekkelijke eilandbewoner die overdag zijn uren zingend doorbrengt op het land en 's nachts zich richt op de liefde. Hij wordt verliefd op Tito, een ingeborene die geadopteerd is door Slater. Slater is een verrader die op een dag met het meisje het eiland verlaat. Om haar te vergeten, stort Henry zich op het werk. Hier komt een verandering aan als ze terugkeren en Slater haar dwingt met Henry te trouwen. Hoewel ze gewillig is, redt Henry haar uit de handen van de kwaadaardige Slater en brengt haar terug naar haar huisje in de bergen.

## Rolverdeling
| Acteur        | Personage           |
| ------------- | ------------------- |
| Ramón Novarro | Henry Shoesmith jr. |
| Renée Adorée  | Madge               |
| Donald Crisp  | Roger Slater        |
| Dorothy Janis | Tito                |

## Achtergrond
The Pagan werd deels als stomme film en als geluidsfilm opgenomen. Er was weinig audioloog, maar er waren wel enkele scènes waarin werd gezongen. De opnamen vonden plaats tussen oktober en december 1928 op Tahiti. Hoofdrolspeler Ramón Novarro nam speciaal voor de film het lied Pagan Lover op. Er werd vermoed dat Novarro niet zou slagen als zanger, maar het lied werd een enorm succes. De film zelf was ook zeer succesvol en betekende voor Novarro een van zijn grootste successen in jaren. The New York Times gaf alle lof aan de acteurs en noemde specifiek Novarro. Tegenwoordig bestaan er nog steeds kopieën.